# Ahmet Soysal
Ahmet Soysal est un philosophe et critique turc né à Istanbul (Turquie) en 1957 d'inspiration libertaire.

## Biographie
Il a séjourné durant son enfance et son adolescence à Paris, Bruxelles et Beyrouth. Il a fait des études de philosophie à l'université d'Istanbul. En 1982, il a fondé avec des amis la revue Beyaz consacrée à la poésie, ainsi qu'à la présentation de la pensée et de la littérature contemporaines (notamment françaises). Il y a publié des traductions de penseurs et de poètes français comme Gilles Deleuze, Maurice Blanchot, Jacques Derrida, Maurice Merleau-Ponty, Levinas ou Artaud, Yves Bonnefoy, André du Bouchet.
Il est l'auteur d'une dizaine d'ouvrages consacrés à des questions philosophiques, à la poésie et à l'art. Il a également publié des articles philosophiques en français dans des revues comme Critique, Alter ou Thauma. 
Ses recherches philosophiques, mues par une inspiration phénoménologique, portent sur les thèmes du corps, de la temporalité, de l'intersubjectivité, de l'écriture… Il a aussi consacré des études à l'histoire de la philosophie.
Affirmant l'origine corporelle d'une ipséité qui par la perception et le langage entre en rapport avec autrui et le monde, il promeut la conception d'une intersubjectivité active lui permettant, avec le concept de position, de remettre en question la dualité de l'espace et du temps. Ce point de vue débouche sur une pensée de l'action (notamment de révolte, ou proprement révolutionnaire) qui prône un socialisme libertaire se voulant vigilant à l'égard des possibles dérives totalitaires ou terroristes.
L'approche politique est doublée chez cet auteur d'une approche éthique s'élargissant à la préservation de toutes les formes de vie. Il s'agit d'une éthique du soi s'articulant avec une éthique tournée vers autrui, fondée sur la vie compatissante et se défiant de toute forme de religiosité.
Dans Logique pulsionnelle (2012), Ahmet Soysal, élargissant les notions de logique et de pulsion, étudie, selon une approche généalogique, et en référence aux travaux scientifiques récents, ce qu'il considère comme les trois types majeurs de pulsion : la pulsion cosmologique, la pulsion biologique et la pulsion langagière. Ce travail, lui permettant de redéfinir les notions de sens, d'immanence, de virtualité, entre autres, débouche sur une réflexion ontologique dont l'horizon serait une problématique de l'ego comme « seuil egoïque » ou « ego-écran ». 
La Question de l'Esprit (2013), suit deux voies d'approche. La première, d'inspiration phénoménologique, traite des modes de vécus rattachables à la notion d'Esprit et des corrélations qui se manifestent dans l'expérience subjective entre cette notion et les notions « voisines » d'âme et d'intellect (au sens du grec Nous). La deuxième voie, d'inspiration herméneutique, délimite les conceptions du terme « Esprit » aussi bien à travers les textes fondateurs des trois monothéismes qu'à travers la mystique musulmane et l'histoire de la philosophie.
La Flamme vive (2015), dont le titre cite Jean de la Croix, met en relation les questions de la pulsion et de l'esprit en abordant des textes scientifiques (Louis de Broglie), philosophiques (Héraclite et le Logos), psychanalytiques (Sigmund Freud et les pulsions), mystiques (Ahmed Gazali, Roumi, le penseur mystique ottoman Bursevi et Jean de la Croix), religieux (l'Ancien Testament, le Nouveau Testament, le Coran), notamment autour d'une critique de la raison mathématique, d'une approche renouvelėe des questions de la vie et du corps, ainsi que d'une interrogation sur la référence matérielle dans les trois textes monothéistes.  
La Différence de la Voie (Une lecture du Tao Tö King) (2015) présente et étudie chapitre par chapitre le fameux texte chinois. L'approche est soucieuse de réélaborer et de développer les potentialités philosophiques de ce classique tout en évitant de le réduire aux conceptions philosophiques (grecques ou monothéistes) acquises. Ce sont les notions mêmes, capitales dans la problématique philosophique contemporaine, d'immanence, de virtualité, de corporéité, de vie, ainsi que les domaines de l'éthique et de la politique qui se trouvent être mis ici à l'épreuve d'une pensée autre et capable de contribuer à leur redéfinition. 
La Pensée de Nagarjuna (2016) consiste en une présentation systématique du penseur bouddhiste à travers la lecture de son ouvrage fondateur, Le Traité du Milieu, dont une traduction turque est donnée en supplément. Cette présentation étudie successivement la méthode logique et le statut de la raison, la problématique de la génération, la physique du Milieu, la structure du phénomène et la phénoménologie du sujet vivant, la problématique de la nature propre et de l'existence dépendante et enfin la problématique éthico-mystique. 
Sur Le Temps Chez Heidegger (2018) présente deux études centrales, respectivement sur Être et Temps et Apports à la philosophie, précédées d’une préface-entretien et suivies d’un lexique et d’un appendice sur Bergson et Husserl. 
Le Sujet Témoin. Dialogue Avec Shankara (2019) est un essai sur les thèmes directeurs du grand philosophe indien Shankara, commentateur des textes appartenant au corpus des Védantas. L’essai se focalise sur la problématique du sujet chez ce penseur, tout en présentant des passages de son œuvre ainsi que de l’Upanishad Chandogya.
Deleuze, Un Nouveau Métaphysicien (2021) regroupe plusieurs études sur ce philosophe, allant d’une présentation générale à une tentative d’élucidation de la question de l’empirisme transcendantal, qui insiste sur le rapport à Kant, et se pousuivant par l’abord des thèmes du fondement, de l’immanence et de la psychanalyse. 

## Œuvres
- Birlikte ve Başka («Ensemble et Autrement ») (1999)
- Arzu ve Varlık: Dağlarca'ya Bakışlar («Le Désir et l'Être: Regards sur Dağlarca») (1999)
- Madde ve Karanlık («La Matière et l'Obscurité») (2003)
- Ölüm Yazı Vücut («Mort Écriture Corps») (2004)
- Hüsnühat («Calligraphie») (2004)
- Eşsiz Olana Yakınlık («Proximité de l'Unique») (2006)
- Devrim Düşüncesi («L'Idée de la Révolution») (2008)
- İlke Olarak Yaşam Üstüne Notlar ya da Mini-Etika («Remarques sur la vie comme principe ou Mini-Éthique») (2010)
- Üç Uç: Artaud, Blanchot, Beckett («Trois Extrêmes: Artaud, Blanchot, Beckett») (2010)
- Birlikte ve Başka I ve II («Ensemble et Autrement I et II») (2011)
- Itkisel Mantık («Logique pulsionnelle») (2012)
- Uzun Çizgi («La ligne longue») (2012)
- Ruh Sorusu («La question de l'Esprit») (2013)
- Canlı Alev («La Flamme Vive ») (2015)
- Yolun Farkı (Bir Tao Tö King Okuması) (“La différence de la Voie - Une Lecture Du Tao Tö King”) (2015)
- Nagarjuna'nın Düşüncesi («La pensée de Nagarjuna») (2016)
- Üç Temellendirme: Aristoteles, Descartes, Kant  (“Trois Fondations: Aristote, Descartes, Kant») (2017)
- Heidegger’de Zaman Üzerine («Sur le temps chez Heidegger») (2018)
- Tanık Özne: Şankara İle Diyalog (“Le Sujet Témoin: Dialogue avec Shankara») (2019)

•  Mistik Taç (“La Couronne Mystique”) (2019)
- Deleuze: Bir Yeni Metafizikçi (“Deieuze: Un nouveau métaphysicien») (2021)

- Nouvelles Méditations et Autres Textes (1993-2005) (inédit en français) pdf
- Esquisses Philosophiques I et II (1978-1987) (inédit en français) pdf
- Esquisses Philosophiques III, suivi de Fragments Philosophiques (inédit en français) pdf
- Conférences (1994-2013) (inédit en français) pdf

Contributions à des ouvrages collectifs (en langue française)
- "Prier et voir, un aperçu sur l'œuvre de l'architecte Sinan", in "Les écoles savantes en Turquie",éditions Isis, Istanbul (1996)
- "Traduire Yves Bonnefoy", in "Treizièmes Assises de la traduction littéraire", Actes Sud (1997)
- "Une vie en première personne", in "Michel Henry, L'épreuve de la vie", sous la direction d'Alain David et Jean Greisch, éd. du Cerf (2001)
- "Avec la parole essentielle: Traduire la finitude", in "Yves Bonnefoy et l'Europe du XXe siècle", Presses Universitaires de Strasbourg (2003)
- "Entretien avec Yves Bonnefoy", in Yves Bonnefoy: "L'inachevable, Entretiens sur la poésie, 1990-2010", Albin Michel (2010)
- “« Je dois me référer à Hegel », Bonnefoy en face de Hegel “, in “Bonnefoy et la philosophie”, sous la direction de Jérôme Thélot, Le Marteau sans maître, éditions Manuctus (2023).

Articles en revue (en langue française)
- "Prononcer aujourd'hui le très ancien nom", in "Critique", numéro "Byzance-Istanbul", Août-Septembre 1992
- "Deux études sur la non-donation: 1. Immortalité et non-donation (Husserl et Heidegger); 2. Diachronie et non-donation (sur Emmanuel Levinas)", in "Alter", no 1 (1993)
- "Sur l'Ekstatikon (à partir de Heidegger"), in "Alter", no 2 (1994)
- "Immanence et animalité", in "Alter", no 3 (1995)
- "Sur Edmund Husserl et le problème de l'alter ego, de Nermi Uygur", in "Alter", no 3 (1995)
- "Fenêtre et fraternité", in "Eden'Art", no 2 (mai 1994)
- "Chair et matière: Phénoménologie et poésie", in "Thauma", no 4 (2008)
- "Sur l'air", in "Thauma", no 9 (2012)
- "Notes sur la patience", in "Thauma", no 10 (2012)